# Olimpia Verona
L'Olimpia Verona è una squadra italiana di calcio a 5, con sede a Verona. Milita in Serie A, massima serie del campionato italiano di calcio a 5.

## Storia
La società viene fondata nel 1988 come società calcistica. Nel 2022 assorbe il titolo dell'A.C. Hellas Verona 1903. Avendo vinto il proprio girone di Serie A2, al termine della stagione 2022-23 viene promossa per la prima storica volta in Serie A.

## Cronistoria
| Cronistoria dell'Olimpia Verona |
| --- |
| - 1988 · Fondazione dell'Olimpia Verona. - 1988-2023 · ? - 2023 · Assorbe il titolo dell'A.C. Hellas Verona 1903 - 2023-24 · 16ª in Serie A. Retrocessa in Serie A2. 1º turno di Coppa Italia. 2º turno di Coppa della Divisione. |

## Statistiche

### Partecipazioni ai campionati
| Livello | Categoria | Partecipazioni | Debutto   | Ultima stagione | Totale |
| ------- | --------- | -------------- | --------- | --------------- | ------ |
| 1º      | Serie A   | 1              | 2023-2024 | 2023-2024       | 1      |

## Palmarès
- Campionato di Serie A2: 1

2022-23 (girone C)
- Coppa Italia di Serie A2: 1

2022-23
- Campionato di Serie B: 1

2020-21 (girone F)
- Campionato di Serie C1 (Campania): 1

2019-20
- Coppa Italia Regionale (Campania): 1

2019-20